# Rantumer Dünen/Sylt

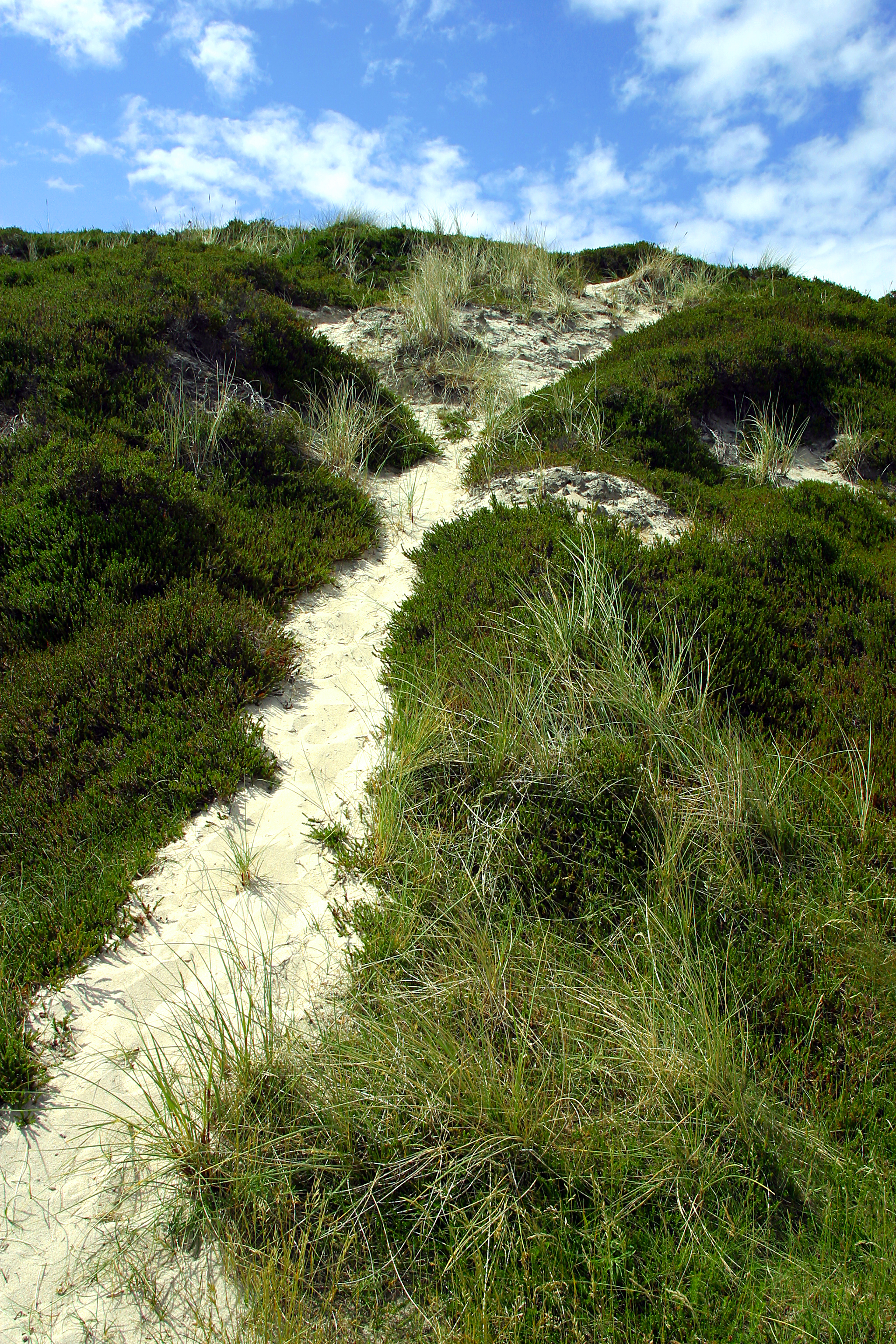

Die Rantumer Dünen/Sylt sind ein Naturschutzgebiet in den schleswig-holsteinischen Gemeinden Sylt und Hörnum (Sylt) im Kreis Nordfriesland.
Das Naturschutzgebiet grenzt im Norden an das Naturschutzgebiet „Baakdeel-Rantum/Sylt“ und im Osten an das Naturschutzgebiet „Nordfriesisches Wattenmeer“. Es ist Bestandteil des FFH-Gebietes „Dünenlandschaft Sylt-Süd“ und des EU-Vogelschutzgebietes „Ramsar-Gebiet Schleswig-Holsteinisches Wattenmeer und angrenzende Küstengebiete“. Zuständige untere Naturschutzbehörde ist der Kreis Nordfriesland.
Das Naturschutzgebiet liegt zwischen Rantum und Hörnum auf der Insel Sylt. Es stellt in diesem Bereich die Dünenlandschaft in nahezu der gesamten Breite der Insel unter Schutz. Im Westen wird das Naturschutzgebiet vom seewärtigen Fuß der Randdüne, im Osten von der Mitteltidehochwasserlinie im Wattenmeer begrenzt. Einzelne Flächen innerhalb der Dünenlandschaft, welche genutzt werden, sind aus dem Naturschutzgebiet ausgenommen. Dazu gehören das umzäunte Gelände, das von der United States Coast Guard als Seefunkstation genutzt wird und das Hamburger Jugenderholungsheim Puan Klent in Rantum sowie ein Flurstück in Hörnum.
Im Oktober 2011 wurde das Naturschutzgebiet, das vom Söl’ring Foriining–Sylter Verein betreut wird, zum Nationalen Naturerbe erklärt.